# محمد المعيني
محمد المعيني (مواليد 1 أغسطس 1986، لاعب كرة قدم إماراتي يجيد اللعب في الظهير الأيسر .
لعب سابقاً مع أندية الشارقة ودبي و الأهلي والنصر و حتا ودبا الفجيرة و الظفرة واتحاد كلباء والعروبة و الحمرية .

## روابط خارجية
- محمد المعيني على موقع Soccerway.com (الإنجليزية)